# نعیم‌آبادی
نعیم‌آبادی (منسوب به نعیم‌آباد) یک نام خانوادگی است. افراد شاخص با این نام از این قرارند:
- احمد نعیم‌آبادی، کشته‌شدهٔ حوادث پس از انتخابات ریاست جمهوری ایران
- غلامعلی نعیم‌آبادی، نماینده ولی فقیه در استان هرمزگان و امام جمعه شهر بندرعباس